# Walk Under Ladders
Walk Under Ladders è il settimo album in studio della cantautrice britannica Joan Armatrading, pubblicato nel 1981.

## Tracce
Side 1
1. I'm Lucky – 3:05
2. When I Get It Right – 3:03
3. Romancers – 3:48
4. I Wanna Hold You – 3:46
5. The Weakness in Me – 3:33

Side 2
1. No Love – 3:58
2. At the Hop – 3:26
3. I Can't Lie to Myself – 3:23
4. Eating the Bear – 2:59
5. Only One – 4:15